# Кеппель, Виллем ван, 2-й граф Албемарл
Виллем Анн ван Кеппель (англ. Willem Anne van Keppel; 5 июня 1702, Лондон, Великобритания — 22 декабря 1754, Париж, Королевство Франция) — английский аристократ, 2-й граф Албемарл, 2-й виконт Бери и 2-й барон Ашфорд с 1718 года, кавалер ордена Бани и ордена Подвязки. В 1737—1754 годах занимал пост губернатора Виргинии. В чине генерал-майора и генерал-лейтенанта участвовал в Войне за австрийское наследство (в частности, сражался при Фонтенуа) и в разгроме восстания якобитов 1745 года, в 1748 и 1754 годах был британским послом во Франции.

## Биография
Виллем ван Кеппель принадлежал к старинному землевладельческому роду из Гелдерланда, известному с конца XII — начала XIII веков. Его отец, Арнольд ван Кеппель, стал фаворитом Вильгельма III Оранского, захватившего английскую корону в ходе Славной революции, благодаря чему получил обширные владения в Ирландии и ряд титулов. Виллем, родившийся в 1702 году, был единственным сыном Арнольда и его жены Гертруды де Квирны ван дер Дюн; после него родилась ещё дочь София.
Новорождённого крестили в Королевской часовне в Сент-Джеймсском дворце, причём крёстной матерью стала королева Анна. В её честь мальчик получил своё второе имя — Анн. Арнольд увёз сына на свою родину, в Нидерланды, где тот получил образование. В Англию Виллем вернулся в 1717 году, став сразу после этого капитаном и подполковником Колдстримской гвардии. На тот момент он носил титул учтивости виконт Бери. В 1718 году, похоронив отца, 16-летний ван Кеппель унаследовал семейные владения, стал 2-м графом Албемарлом, 2-м виконтом Бери и 2-м бароном Ашфордом.
Юный граф начал карьеру дипломата и придворного. В 1720 году он был в составе посольства, посетившего Берлин и Вену, в 1722 году стал лордом спальни принца Уэльского (с 1727 года — короля Георга II), а в 1727 году — его же адъютантом. В 1725 году ван Кеппель был награждён за службу орденом Бани. Его повышали и в воинском звании: в 1731 году сэр Виллем получил чин полковника и стал командиром 29-го пехотного полка, впоследствии названного Вустерширским, в 1733 году был переведён в 3-й отряд Конной гвардии, в 1739 стал бригадным генералом. 4 ноября 1737 года граф получил пост губернатора североамериканской колонии Виргиния, который занимал до самой смерти. За 17 лет он ни разу не посетил подведомственную территорию, управляя через заместителей (Гуча и Динвидди) но при этом активно занимался раздачей должностей, из-за чего с ним конфликтовал заместитель — вице-губернатор в 1727—1749 годах Уильям Гуч.
В 1742 году Албемарл был повышен до генерал-майора и отправился во Фландрию, где развернулся основной театр боевых действий Войны за австрийское наследство. Он командовал Дворцовой кавалерией; в битве при Деттингене 27 июня 1743 года граф лично возглавил атаку, и под ним была убита лошадь. В 1744 году сэр Виллем вернулся в Колдстримскую гвардию командиром полка, в феврале 1745 года был повышен до генерал-лейтенанта. В битве при Фонтенуа 11 мая того же года он командовал гвардейской бригадой и был тяжело контужен; командующий, герцог Камберлендский, особо упомянул его в своей депеше.
В конце 1745 года графа направили на другой театр боевых действий — в Северную Англию, куда вторглись восставшие шотландские якобиты. В сражении при Каллодене 16 апреля 1746 года, где мятежники были разбиты, сэр Виллем командовал первой линией. 23 августа он был назначен главнокомандующим в Шотландии, причём воспринял это назначение с неохотой. Продолжая борьбу с якобитами, Албемарл строил новые укрепления и дороги, рассылал по горной местности небольшие конные отряды, расширял шпионскую сеть. Несмотря на всю эту деятельность, «младший претендент» Чарльз Эдуард Стюарт смог бежать на континент, а с наступлением зимы появилась вероятность нового масштабного восстания. В январе 1747 года, после ряда просьб, ван Кеппеля освободили от шотландского командования и снова направили во Фландрию. 2 июля он командовал британской пехотой в битве при Лауфельде, вскоре после этого был поставлен во главе всех британских войск в Нидерландах. В 1748 году сэр Виллем был чрезвычайным послом во Франции.
22 июня 1749 года сэр Виллем стал кавалером ордена Подвязки. В 1751 году он начал заседать в Тайном совете, в 1752 году был в числе лордов-судей во время поездки короля в Ганновер. В 1754 году граф снова отправился во Францию в качестве посла: его задачей было добиться освобождения нескольких британцев, арестованных французами в Америке. 22 декабря того же года ван Кеппель скоропостижно умер в Париже. Его тело привезли на родину и похоронили в Лондоне, в часовне на Саут-Одли-стрит.

## Семья
Граф был женат с 21 февраля 1722 года на Энн Леннокс, дочери Чарльза Леннокса, 1-го герцога Ричмонда, и Энн Бруденелл. В этом браке родились восемь сыновей и семь дочерей, в том числе:
- Джордж (1724—1772), 3-й граф Албемарл[1];
- Огастес (1725—1786), 1-й виконт Кеппель[1];
- Уильям (1727—1782)[5];
- Фредерик (1729—1777), епископ Экзетера[1];
- Каролина (1737—1769), жена Роберта Адэра[6];
- Элизабет (1739—1768), жена Фрэнсиса Рассела, маркиза Тавистока[7].

Вдова Виллема ван Кеппеля пережила его почти на 35 лет. Она умерла 20 октября 1789 года.

## Личность
У второго графа Албемарла была репутация крайне расточительного человека. По данным Ораса Уолпола, будучи послом во Франции, ван Кеппель постоянно устраивал застолья для огромного количества гостей, причём сам появлялся за столом крайне редко. «Какой необыкновенный человек! — написал Уолпол сэру Орасу Манну в 1750 году. — Не имея вообще никакого состояния и с небольшими доходами, он получает от правительства 17 тысяч фунтов стерлингов в год, которые растрачивает впустую, хотя у него большие долги и четыре или пять многочисленных выводков детей того или иного рода!».
По словам всё того же Уолпола, на момент женитьбы у ван Кеппеля было 90 тысяч фунтов стерлингов, к которым добавились 25 тысяч фунтов приданого; от этого огромного состояния из-за расточительства графа остались только 14 тысяч. Королю пришлось назначить вдове пенсию — 1200 фунтов стерлингов в год.